# The Hero
The Hero ist ein Actionfilm aus dem Jahr 1995 mit Jet Li in der Hauptrolle.

## Handlung
Ohne das Wissen seiner Familie verdient Wei Kung als Spezialagent für die Polizei sein Geld. Aus Schutz und aus Rücksicht hält er dies auch weiterhin vor seiner schwerkranken Frau und seinem Sohn Ku geheim.
Doch bei einem seiner Aufträge läuft alles schief. Kung schleust sich ins Gefängnis ein, und es gelingt ihm, einen der Häftlinge zu täuschen und mit ihm zu fliehen.
Dieser stellt Kung nun seinem Boss vor. Um die Tarnung aufrechtzuerhalten, führt er zusammen mit den beiden einen Raubüberfall durch. Aber dabei wird er von einer Kamera fotografiert. Nun muss Kung alles daran setzen, seinen und den Ruf seiner Familie wiederherzustellen.

## Kritik
„Haarsträubende Actiongeschichte auf mittelmäßigem Niveau, die sich mit dem noch unbekannten Jet Li in der Hauptrolle schmückt.“